# Џонстаун (Небраска)
Џонстаун (енгл. Johnstown) град је у америчкој савезној држави Небраска.

## Демографија
По попису из 2010. године број становника је 64, што је 11 (20,8%) становника више него 2000. године.
| Група             | 2000.      | 2010.      |
| Белци             | 49 (92,5%) | 62 (96,9%) |
| Афроамериканци    | 0 (0,0%)   | 0 (0,0%)   |
| Азијати           | 1 (1,9%)   | 1 (1,6%)   |
| Хиспаноамериканци | 0 (0,0%)   | 0 (0,0%)   |
| Укупно            | 53         | 64         |